# Chromolepis heterophylla
 Chromolepis heterophylla  Benth., 1840  è una specie di piante spermatofite dicotiledoni appartenenti alla famiglia delle Asteraceae (sottofamiglia Asteroideae, tribù Heliantheae, unica specie del genere Chromolepis e della sottotribù  Chromolepidinae ).

## Etimologia
Il nome scientifico del genere ( Chromolepis ) deriva da due parole greche: ”chroma” = colore e ”lepis” = scala. L'epiteto specifico (heterophylla) indica che si tratta di una pianta con foglie di diverse forme.

Il binomio scientifico della pianta di questa voce (e del suo genere) è stato proposto dal botanico inglese George Bentham (1800-1884) nella pubblicazione “Plantas Hartwegianas imprimis Mexicanas - 40” del 1840. La sottotribù Chromolepidinae è stata definita per la prima volta dal botanico José L. Panero (1959 - ) nella pubblicazione “Phytologia; Designed to Expedite Botanical Publication. New York - 87(1): 5” del 2005.

## Descrizione
Il ciclo biologico di questa pianta è perenne con un habitus erbaceo semi-acquatico del tipo rosulato.

### Foglie
Le foglie sono disposte in modo alternato, sono picciolate e semi-succulente. La lamina ha una forma da ovata a strettamente lanceolata; il contorno è intero o pennato. 

### Infiorescenza
Le infiorescenze sono formate da capolini radiati, solitari, lungamente peduncolati, in posizione ascellare. I capolini sono formati da un involucro campanulato composto da diverse squame (o brattee) al cui interno un ricettacolo fa da base ai fiori di due tipi: quelli centrali del disco e quelli esterni del raggio. Le squame sono dimorfiche, subuguali e disposte su 2 – 3 serie; la consistenza è membranosa con marcature scure. Il ricettacolo è convesso e provvisto di pagliette a protezione della base dei fiori. 

### Fiore
I fiori sono tetraciclici (a cinque verticilli: calice – corolla – androceo – gineceo) e pentameri (ogni verticillo ha 5 elementi). I fiori del raggio sono femminili e fertili; i fiori del disco ermafroditi e fertili.
- Formula fiorale: per le piante di questo genere viene indicata la seguente formula fiorale:

* K 0/5, C (5), A (5), G (2), infero, achenio
- Calice: i sepali del Calice sono ridotti ad una coroncina di squame.
- Corolla: la corolla dei del raggio è bianca; quella dei fiori del disco è pentamera di colore giallo senza fibre incorporanti dei fasci vascolari.
- Androceo: l'androceo è formato da 5 stami con filamenti liberi e antere saldate in un manicotto circondante lo stilo.[8] Le antere sono nere con appendici da ovate a deltate prive di tricomi ghiandolari.
- Gineceo: il gineceo ha un ovario uniloculare infero formato da due carpelli.[8]. Lo stilo è unico con due fasci vascolari e bifido, ossia con due stigmi apicali. Le linee stigmatiche sono due, marginali e divise.[9] Gli stigmi hanno degli apici ampi e terminano in modo da acuto a debolmente deltato.
- Antesi: in primavera.[10]

### Frutti
I frutti sono degli acheni dimorfi con pappo. Gli acheni dei fiori del raggio hanno una forma obcompressa a sezione da triangolare a debolmente quadrata; la superficie è glabra. Gli acheni dei fiori del disco hanno una forma obpiramidale a sezione quadrata; la superficie è sparsamente pubescente; sono più piccoli di quelli del raggio. Il pappo è formato da una corona di minute scaglie (o piccole squame); è assente sugli acheni dei fiori del raggio.

## Biologia
- Impollinazione: l'impollinazione avviene tramite insetti (impollinazione entomogama).
- Riproduzione: la fecondazione avviene fondamentalmente tramite l'impollinazione dei fiori (vedi sopra).
- Dispersione: i semi cadendo a terra (dopo essere stati trasportati per alcuni metri dal vento per merito del pappo – disseminazione anemocora) sono successivamente dispersi soprattutto da insetti tipo formiche (disseminazione mirmecoria).

## Distribuzione e habitat
La distribuzione di queste piante è relativa alle praterie centrali e occidentali del Messico a media elevazione, in habitat vicini a pozze d'acqua.

## Tassonomia
La famiglia di appartenenza di questa specie (Asteraceae o Compositae, nomen conservandum) è la più numerosa del mondo vegetale, comprende oltre 23000 specie distribuite su 1535 generi (22750 specie e 1530 generi secondo altre fonti). All'interno della famiglia il genere Chromolepis appartiene alla tribù Heliantheae della sottofamiglia Asteroideae.

Nell'ambito dei “girasoli” messicani il genere Chromolepis risulta insolito per alcuni caratteri come il suo habitus semiacquatico, la rosetta basale, le colorazioni nerastre delle squame dell'involucro e altre come il dimorfismo degli acheni. Da un punto di vista filogenetico la sottotribù Chromolepidinae occupa una posizione intermedia tra la sottotribù Dugesiinae e la sottotribù Zaluzaniinae.

Il numero cromosomico di questa pianta è 2n = 19.

### Sinonimi
Questa entità ha avuto nel tempo diverse nomenclature. L'elenco seguente indica alcuni tra i sinonimi più frequenti:
- Chromolepis heterophylla f. integrifolia (Greenm.) S.F.Blake
- Chromolepis heterophylla f. typica  S.F.Blake
- Chromolepis heterophylla f. heterophylla